# Die Heimat
Die Heimat (lett. "La Patria", abbr. HEIMAT) è un partito politico tedesco di estrema destra fondato nel 1964, epigono del Partito Socialista del Reich. Fino al 2023 era conosciuto col nome di Partito Nazionaldemocratico di Germania (in tedesco Nationaldemokratische Partei Deutschlands, NPD).
Die Heimat viene spesso descritta come un'organizzazione neonazista e in Germania è considerata il principale partito di estrema destra dal 1964.
Attualmente la formazione non esprime rappresentanti né a livello federale, né nei parlamenti regionali o al Parlamento europeo.

## Storia
Dopo un iniziale relativo successo, dovuto ad un breve periodo di rallentamento economico e culminato con le elezioni federali del 1969 (in cui, pur raggiungendo il 4,3% dei voti, non supera nessuna delle soglie di sbarramento, entrando però nei Landtag della Baviera, della Bassa Sassonia e dell'Assia), il partito ha avuto risultati deludenti.
Solo dopo la riunificazione tedesca il partito è entrato in alcuni parlamenti regionali della ex-Germania Est.
Alle elezioni federali del 2005 ha ottenuto l'1,6%, il suo risultato più significativo dal 1969.

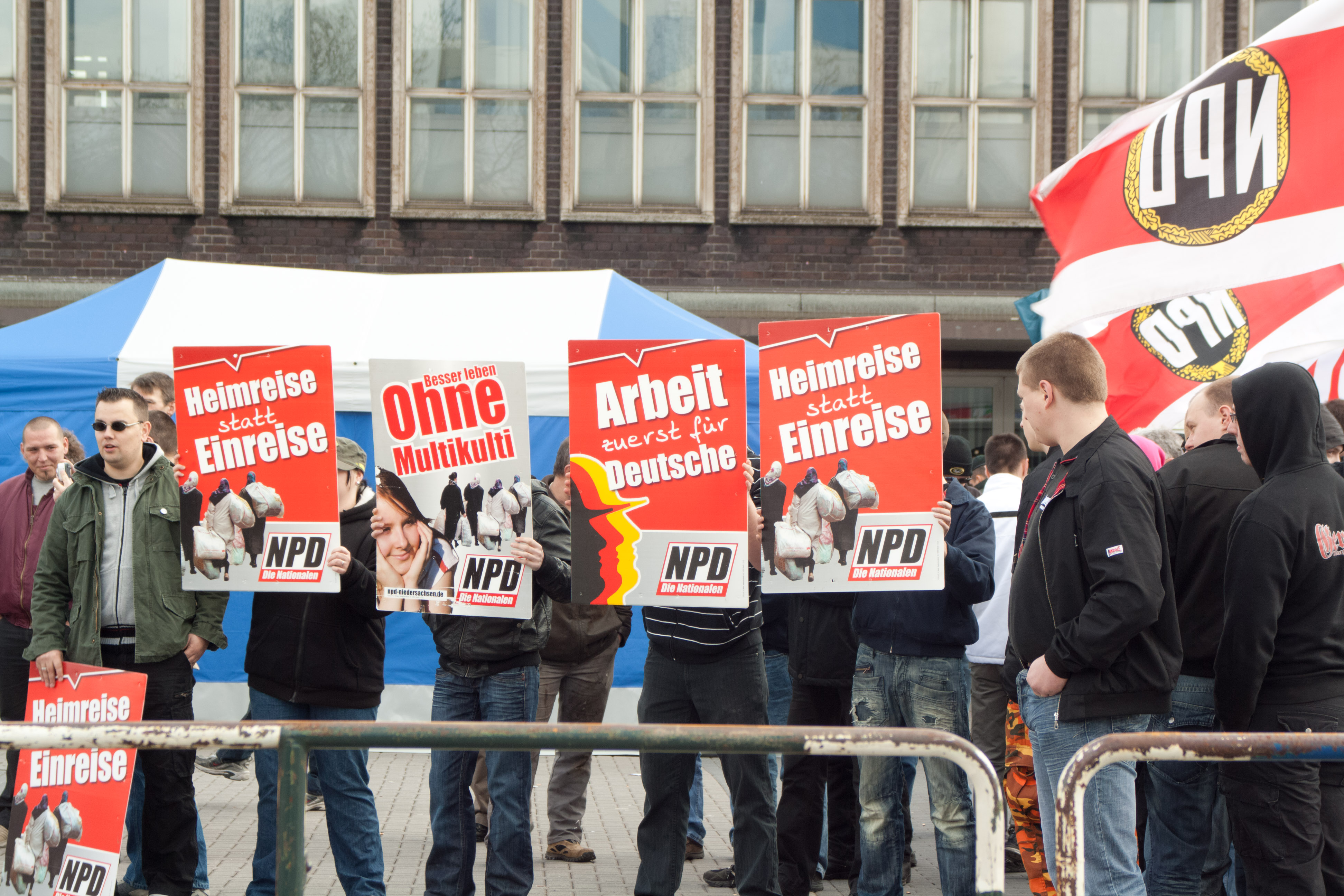
Manifestazione dell'NPD a Duisburgo, 27 marzo 2010

Nel 2011 la Deutsche Volksunion è confluita nel Partito Nazionaldemocratico.
Nel 2014 l'ex pornostar e portavoce del partito Kitty Blair (nome d'arte di Ina Groll) è stata espulsa dall'NPD quando i vertici del partito si sono accorti che in uno dei suoi film aveva fatto sesso con un uomo di colore. Dopo essere stata espulsa dal partito, la Blair è stata bandita anche dall'industria pornografica tedesca per essere stata iscritta ad un partito neonazista.

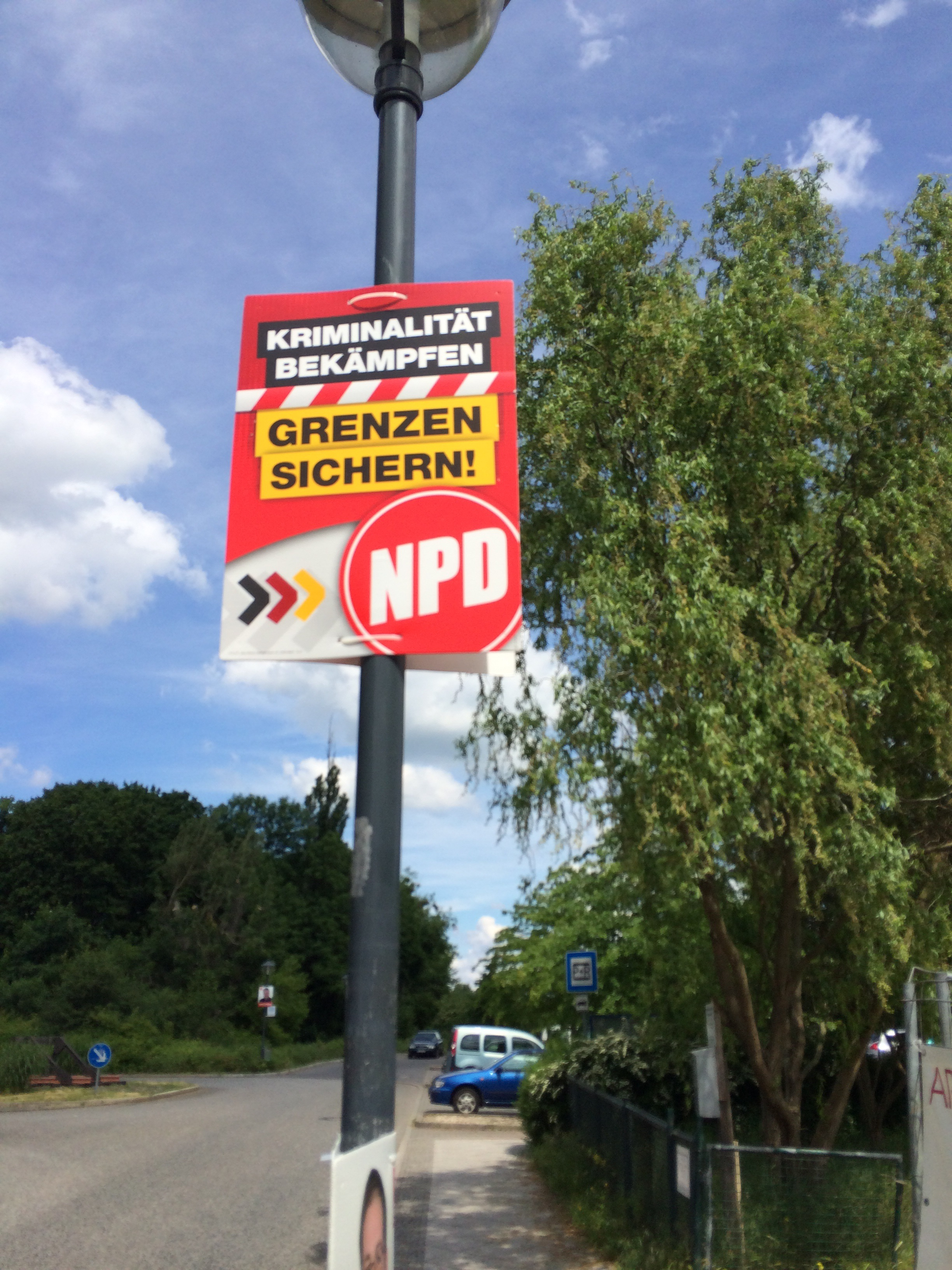
Poster elettorale dell'NPD per le elezioni europee, maggio 2014

Alle elezioni europee del 2014, grazie alla dichiarazione di incostituzionalità delle soglie di sbarramento previste nella legge elettorale per le elezioni europee, l'NPD è riuscita a conquistare per la prima volta un seggio con l'1,03%, eleggendo Udo Voigt al Parlamento Europeo.
Sono stati fatti due tentativi per dichiarare il partito incostituzionale ai sensi dell'articolo 21 della Legge fondamentale della Repubblica Federale di Germania, nel 2003 e nel 2017, ma finora la Corte costituzionale federale ha sempre rigettato le richieste, giudicando il partito come "ostile alla Costituzione" (verfassungsfeindlich) ma non "anticostituzionale" (verfassungswidrig); esso mirerebbe sì a "sostituire l'ordine costituzionale esistente con uno Stato nazionale autoritario orientato a una 'Volksgemeinschaft‘ [comunità nazionale] definita su base etnica", ma "impossibilitato a realizzare, in virtù della sua insignificanza nell'attività politica, tali obiettivi a scapito dell'ordine fondamentale e le libertà democratiche".
Alle europee del 2019 il NPD ha ottenuto 101 323 voti, pari allo 0,3% del totale, perdendo il seggio nel Parlamento europeo.

## Ideologia

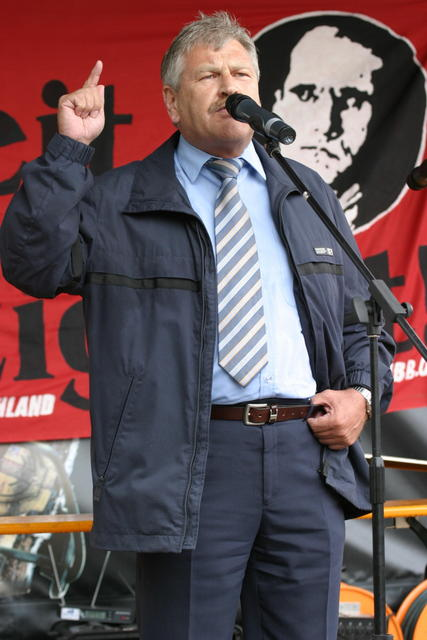
Udo Voigt, ex leader del NPD, di fronte a uno striscione raffigurante il leader nazista Rudolf Hess

Die Heimat persegue l'idea di una 'Volksgemeinschaft‘ (comunità nazionale) omogenea, in contrapposizione al modello delle democrazie liberali occidentali. La rappresentanza a questa comunità nazionale si basa su criteri razziali. Il partito concepisce la democrazia come deutsche Volksherrschaft (traducibile come "primazia" o "primato nazionale tedesco") e impiega il termine "nazional-democratico" (nationaldemokratisch).
La filosofia politica della formazione coincide con la nozione della terza posizione politica, un'idea che si è sviluppata dalla critica sia del capitalismo che del comunismo.
La formazione sostiene l'incapacità della NATO nel rappresentare gli interessi e le esigenze dei cittadini europei. Il partito considera l'Unione europea poco più che una riorganizzazione di un governo europeo in stile sovietico lungo le linee finanziarie.

## Controversie

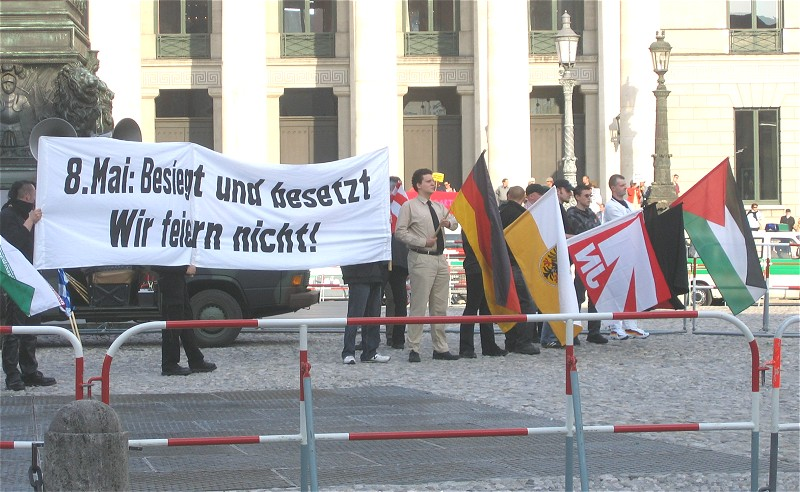
Manifestazione dell'ala giovanile dell'NPD Giovani Nazionalisti a Monaco di Baviera, 8 maggio 2006. Lo striscione recita "8. Mai: Besiegt und besetzt - Wir feiern nicht!" (8 maggio: sconfitti e occupati - Non festeggeremo!), si notano inoltre la bandiera dell'Iran, della Slesia e quella palestinese

Tra le polemiche e controversie legate al partito si ha la creazione, nel 2006, di volantini riportanti la scritta "Bianco - non è solo il colore di una maglia! Per una vera squadra nazionale!"; la pubblicazione, dopo l'elezione di Barack Obama a presidente USA, di un documento intitolato L'Africa conquista la Casa Bianca, in cui si afferma che l'elezione di Barack Obama come primo presidente afroamericano degli Stati Uniti fu il risultato dell'"alleanza americana di ebrei e negri" e che Obama mirava a distruggere l'"identità bianca" degli Stati Uniti; la pianificazione di una "veglia sull'Olocausto" per Gaza a sostegno dei gruppi armati palestinesi durante l'operazione Piombo fuso.

## Nella cultura di massa
Nel libro Lui è tornato, da cui è stato tratto l'omonimo film, Hitler riappare nella Germania del 2014, si reca presso la sede del partito e si rende protagonista di una sfuriata, denigrando il ruolo svolto da questo partito e la debolezza dei suoi dirigenti.

## Struttura

### Presidenti federali
- Friedrich Thielen (1964-1967)
- Adolf von Thadden (1967-1971)
- Martin Mussgnug (1971-1990)
- Günter Deckert (1990-1996)
- Udo Voigt (1996-2011)
- Holger Apfel (2011-2013)
- Udo Pastörs (2013-2014)
- Frank Franz (2014-in carica)

### Presidenti onorari
L'unico presidente onorario del partito finora è stato Walter Bachmann, nominato presidente onorario nel 1991 dopo l'elezione di Günter Deckert a presidente del partito e tale è rimasto fino alla sua morte nel 2002.

## Risultati elettorali
| Elezione      | Voti      | %    | Seggi   |
| ------------- | --------- | ---- | ------- |
| Federali 1965 | 664 193   |      | 0 / 519 |
| Federali 1969 | 1 422 010 |      | 0 / 519 |
| Federali 1972 | 207 465   |      | 0 / 519 |
| Federali 1976 | 122 661   |      | 0 / 519 |
| Europee 1979  | N.D.      | N.D. | N.D.    |
| Federali 1980 | 68 096    |      | 0 / 519 |
| Federali 1983 | 91 095    | 0,23 | 0 / 519 |
| Europee 1984  | 198 633   | 0,80 | 0 / 81  |
| Federali 1987 | 182 880   | 0,48 | 0 / 519 |
| Europee 1989  | N.D.      | N.D. | N.D.    |
| Federali 1990 | 145 776   | 0,31 | 0 / 662 |
| Europee 1994  | 77 227    |      | 0 / 99  |
| Federali 1994 | N.D.      | N.D. | N.D.    |
| Federali 1998 | 126 571   | 0,26 | 0 / 669 |
| Europee 1999  | 107 662   | 0,40 | 0 / 99  |
| Federali 2002 | 215 232   | 0,45 | 0 / 603 |
| Europee 2004  | 241 743   | 0,94 | 0 / 99  |
| Federali 2005 | 748 568   | 1,58 | 0 / 614 |
| Europee 2009  | N.D.      | N.D. | N.D.    |
| Federali 2009 | 635 525   | 1,47 | 0 / 622 |
| Federali 2013 | 560 828   | 1,28 | 0 / 631 |
| Europee 2014  | 301 139   | 1,03 | 1 / 96  |
| Federali 2017 | 176 020   | 0,40 | 0 / 709 |
| Europee 2019  | 101 323   | 0,30 | 0 / 96  |

## Simboli storici e attuali

Logo fino al 2010
Logo dal 2013 al 2023
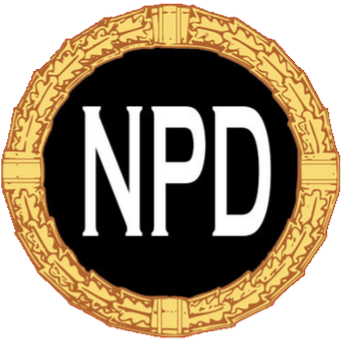
Logo alternativo